# Новиков, Игорь Алексеевич
Игорь Алексеевич Новиков (род. 2 января 1961, Чадыр-Лунга, Гагаузия) — российский и швейцарский художник. Член-корреспондент Российской академии художеств (2017). Академик Российской академии художеств (2020). Член Союз художников СССР с 1987 года. Работает в области масляной живописи (портрет, натюрморт, пейзаж, тематическая картина). С 1990 года живёт и работает в Швейцарии.

## Биография

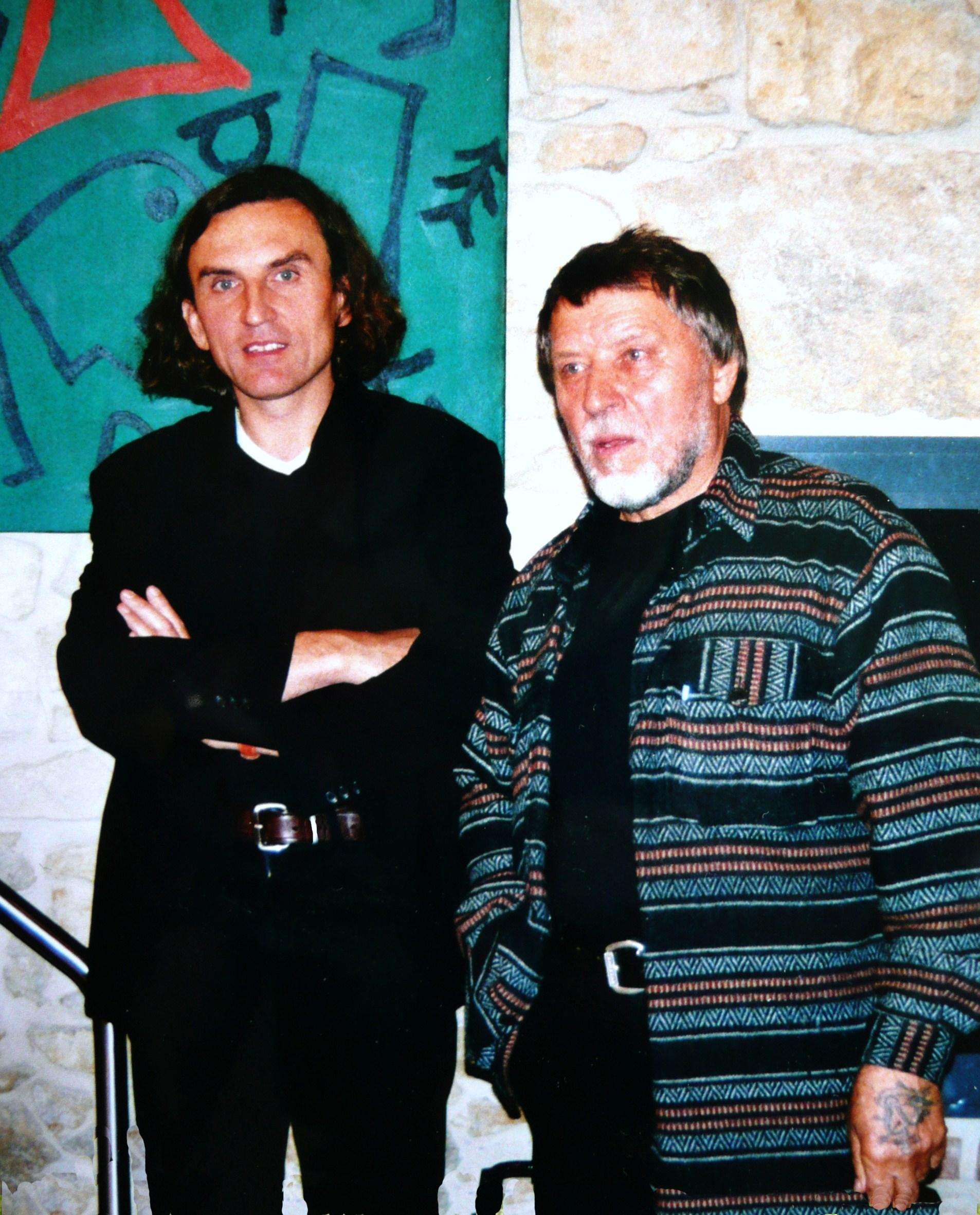
Игорь Новиков с отцом. Базель, (2001)

Игорь Алексеевич Новиков родился в Молдавии (Бессарабия, Чадыр-Лунга) в семье художника. Его отец — Алексей Новиков, почётный член Российской академии художеств.
В 1967 году учился искусству рисования в Доме пионеров в Кишинёве. Затем в 1970—1976 годах обучался в художественной школе.
В 1976 году поступил и в 1980 году окончил Художественное училище им. И. Репина.
В 1981 году поступил в Московский государственный академический художественный институт имени В. И. Сурикова, где учился в мастерских Юрия Королёва и Таира Салахова.
В 1987 году окончил учёбу и получил государственный диплом художника-живописца, и вступил в члены Союза художников СССР. В 1987 году вместе с Фаридом Богдаловым организовал объединение молодых художников-авангардистов «Фурманный переулок» в Москве (закрыто в 1991 году).
В 1984 году стал членом художественной группы «ARX», в составе которой участвовал в своей первой выставке в коммунальной квартире на Чистых прудах. В 1988 году прошла персональная выставка в выставочном зале Сад «Эрмитаж».
С 1990 года постоянно проживает в городе Берн в Швейцарии.
С 1990 г. Игорь учился в Rietveld Академии, Амстердам, Нидерланды    
С 1990 по 1993 годы был стипендиатом ЮНЕСКО и работал в творческих мастерских Ле Корбюзье в городе Ла Шо-де-Фон (Швейцария).
В 1993 году была организована персональная выставка-ретроспектива в Третьяковской галерее в Москве, в 1994 году — Русском музее в Санкт-Петербурге.

## Картины

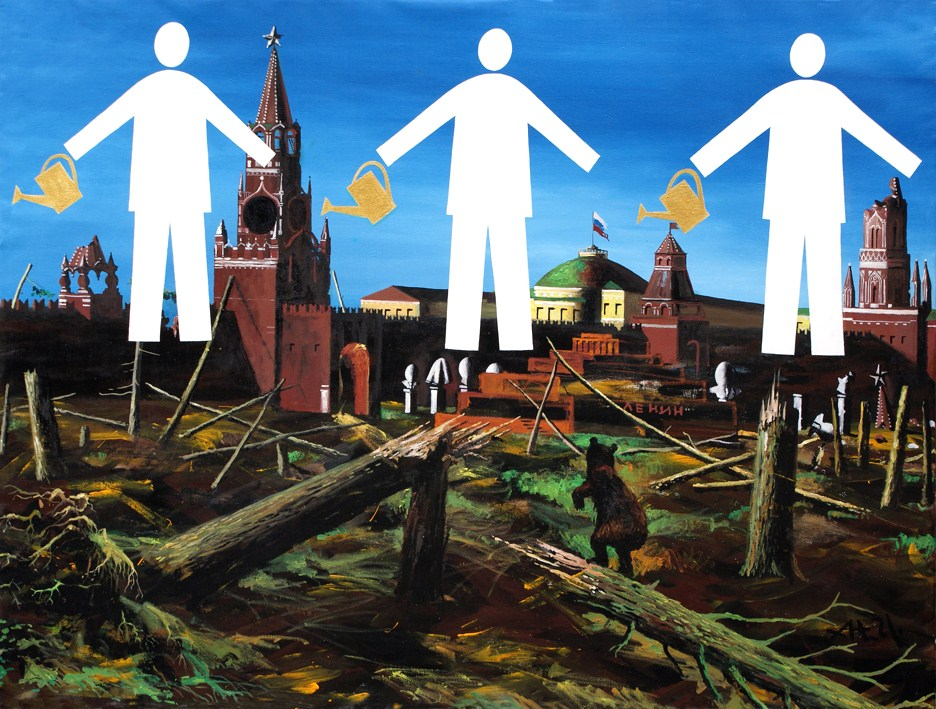
Goodbye Russia, 2003
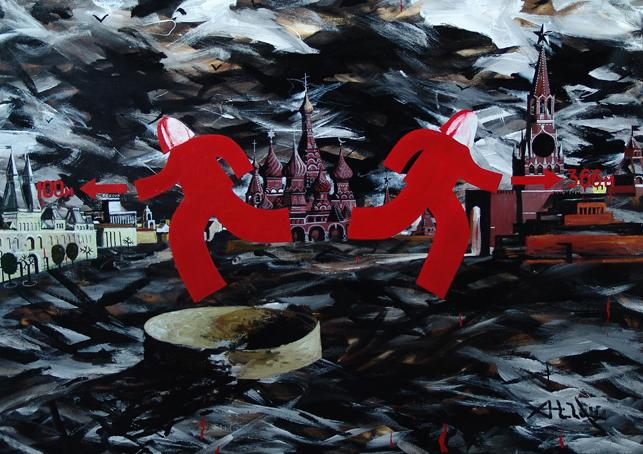
Kreml Marathon, 2004
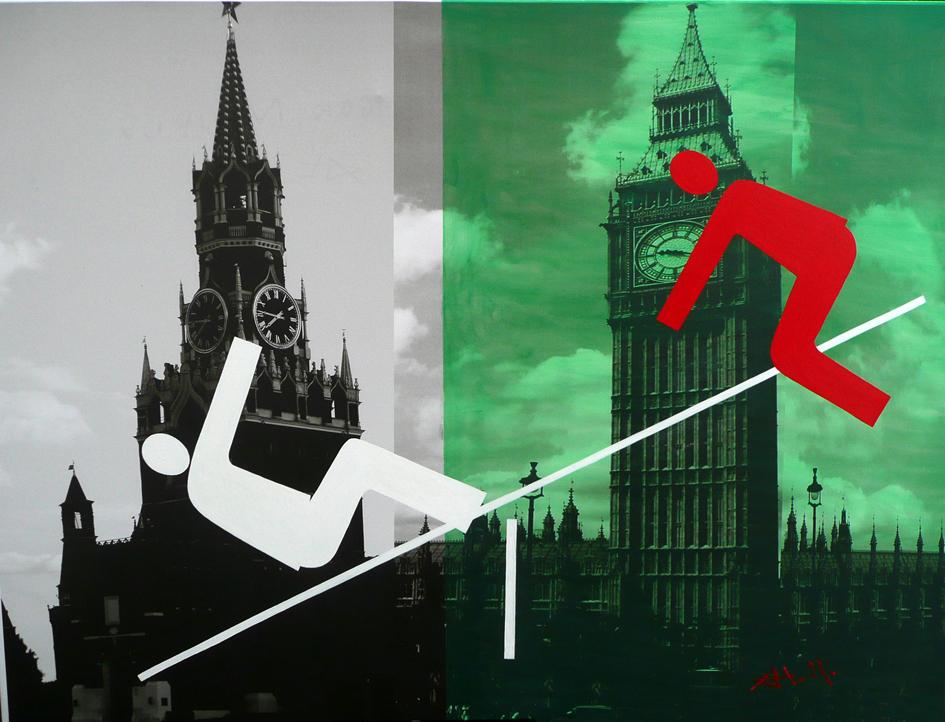
Russian Swing, 2004
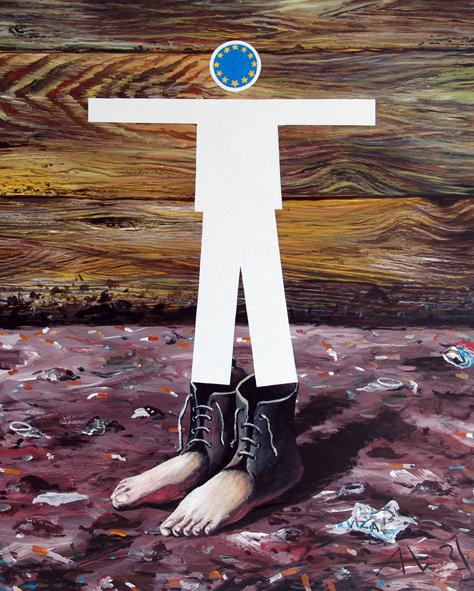
Launch Failure, 2005
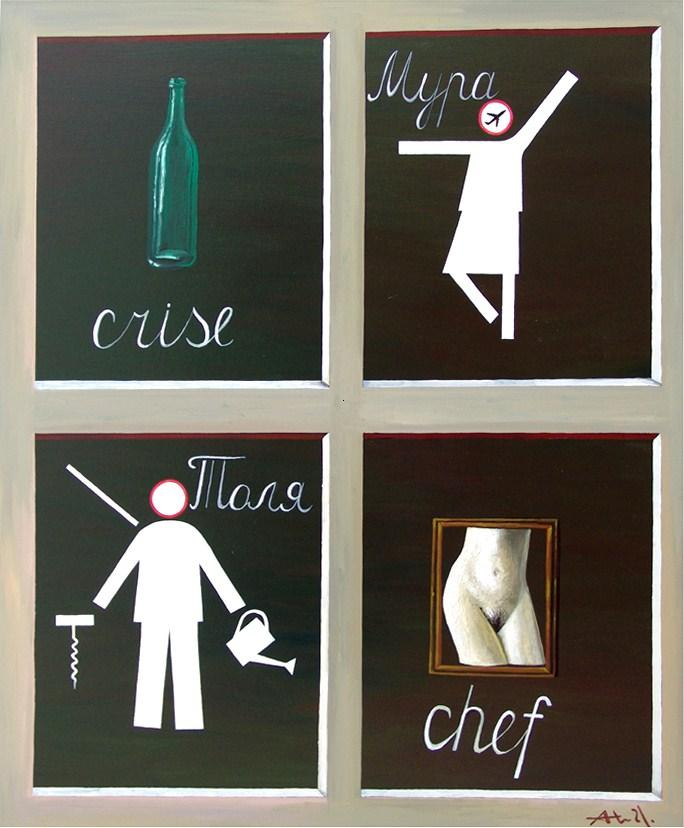
Russian Sudoku, 2005
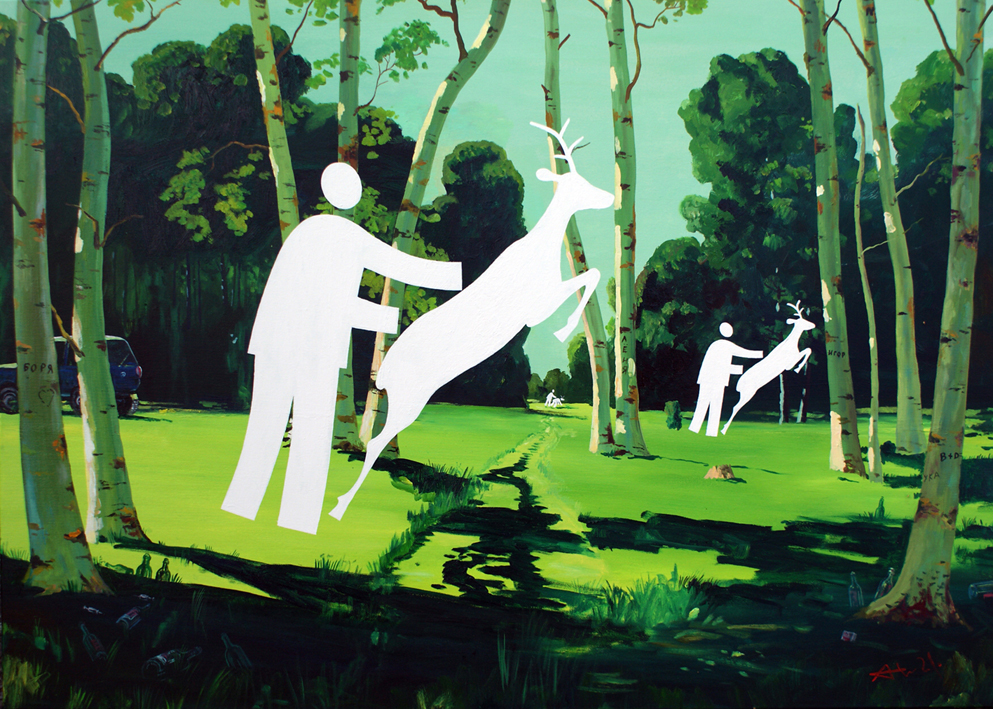
Diamond Grove, 2007
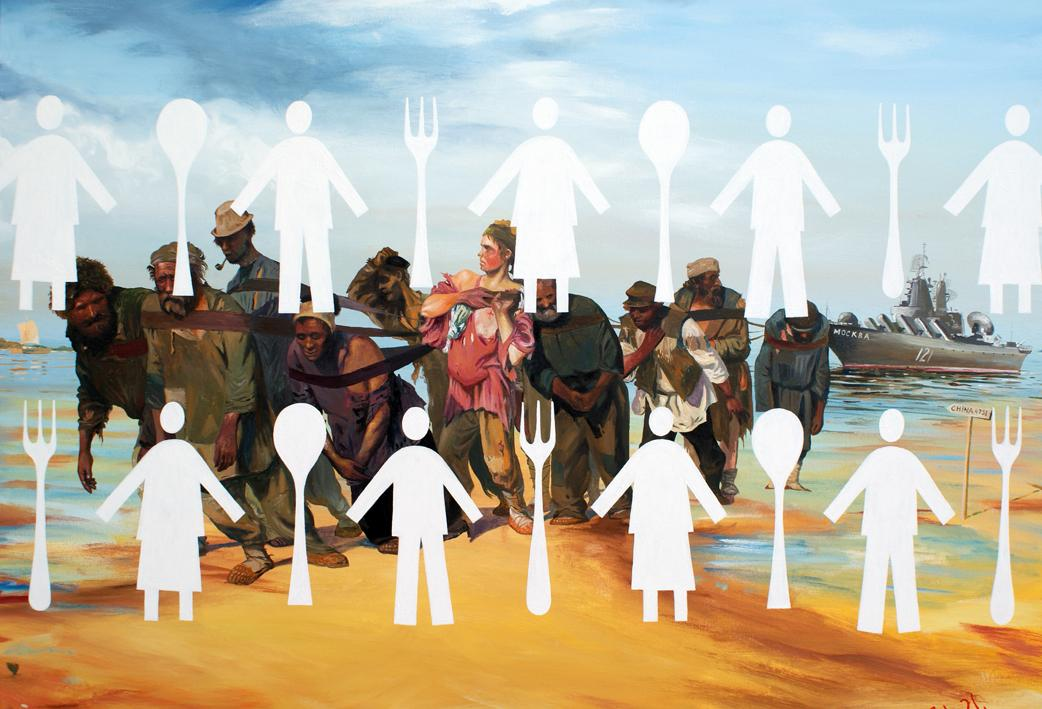
Kreml Breakfast, 2007
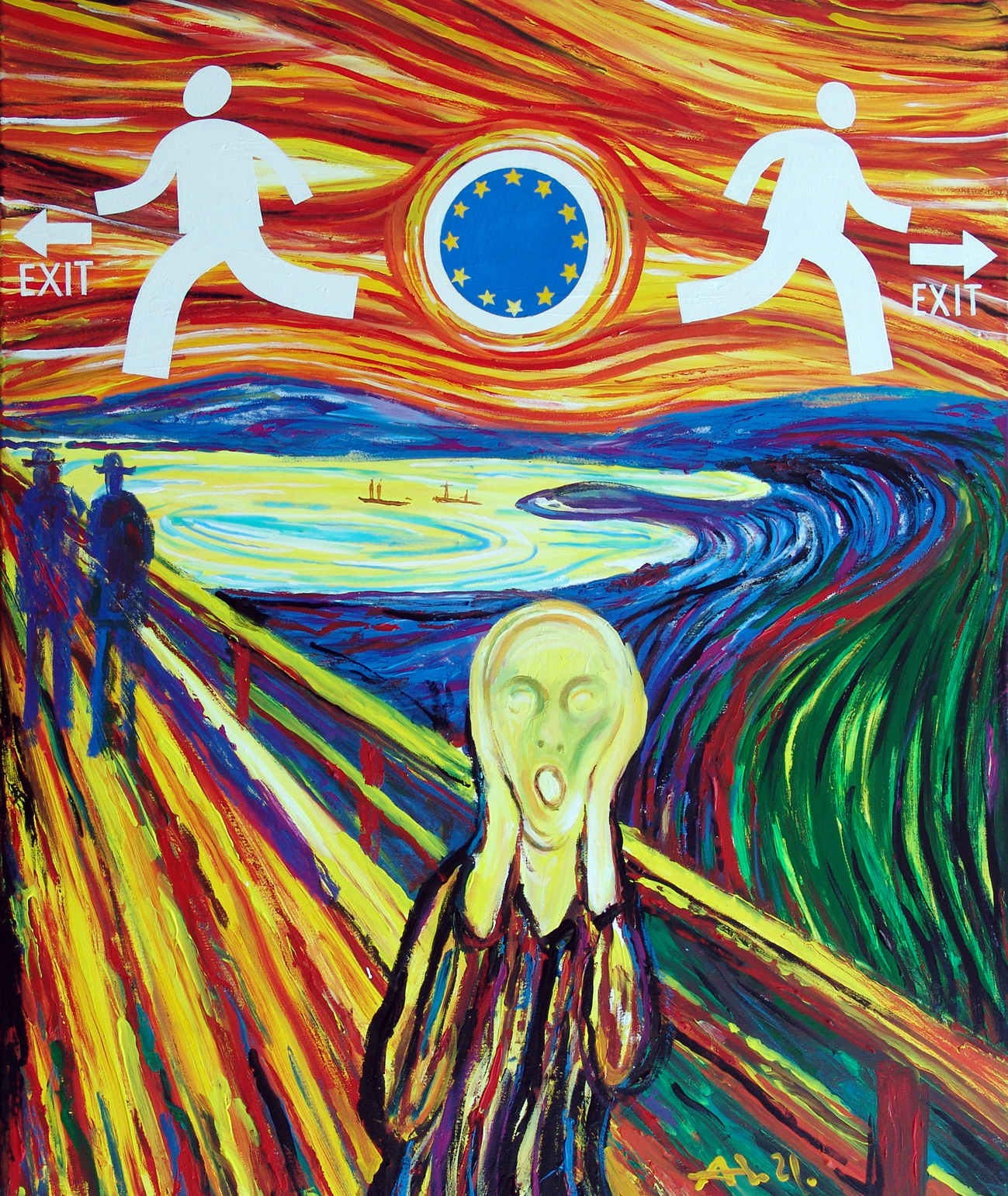
Auf Wiedersehen Europa (Goodbye Europe), 2007
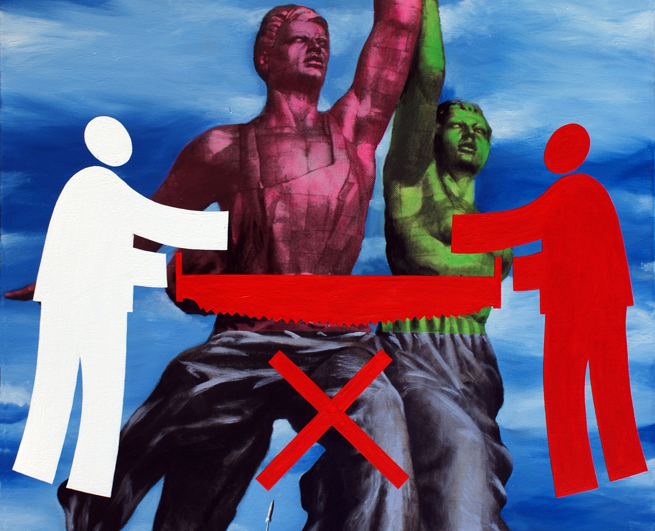
Happy End, 2009
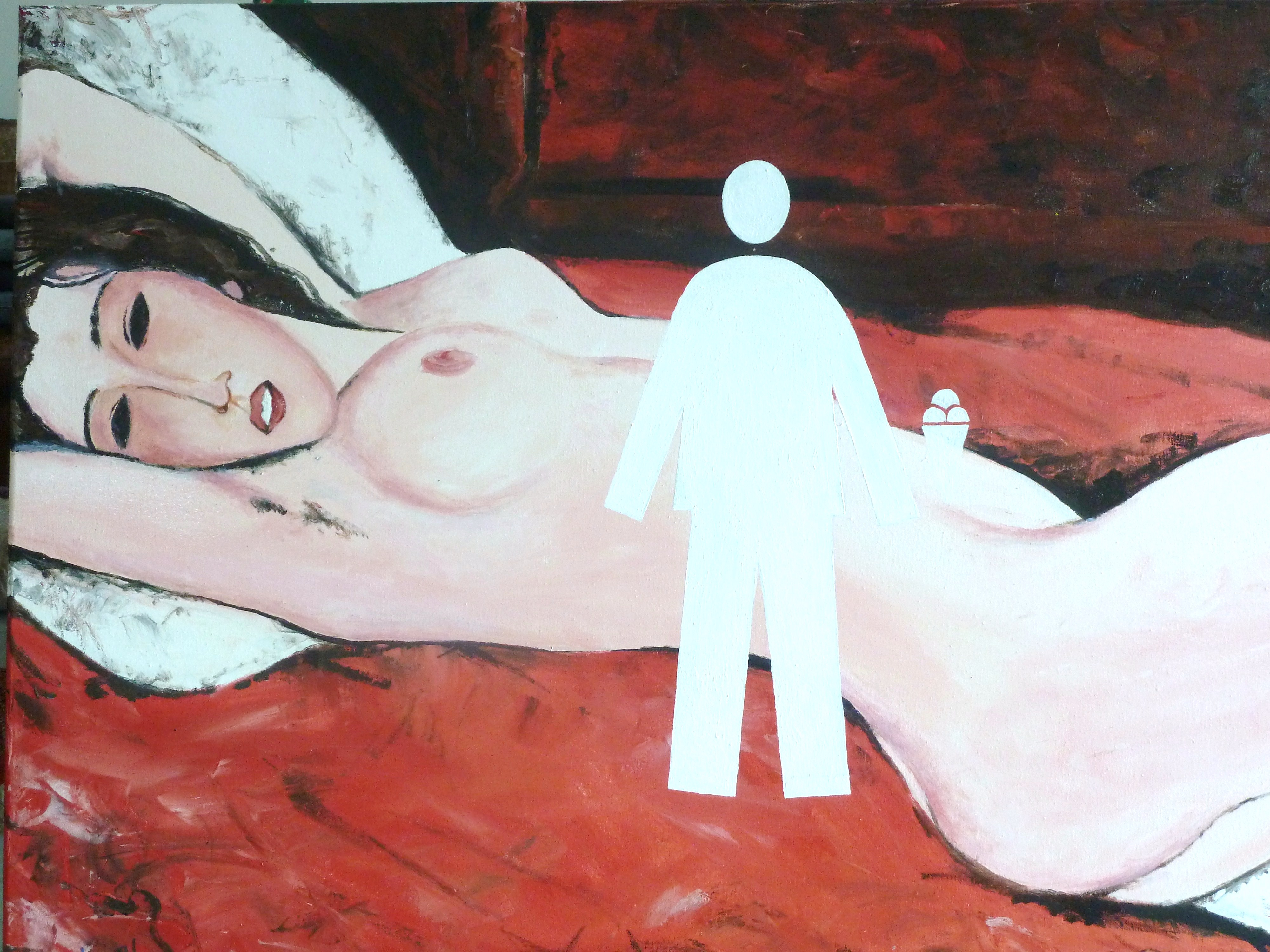
Gelati, 2012